# Mouillère

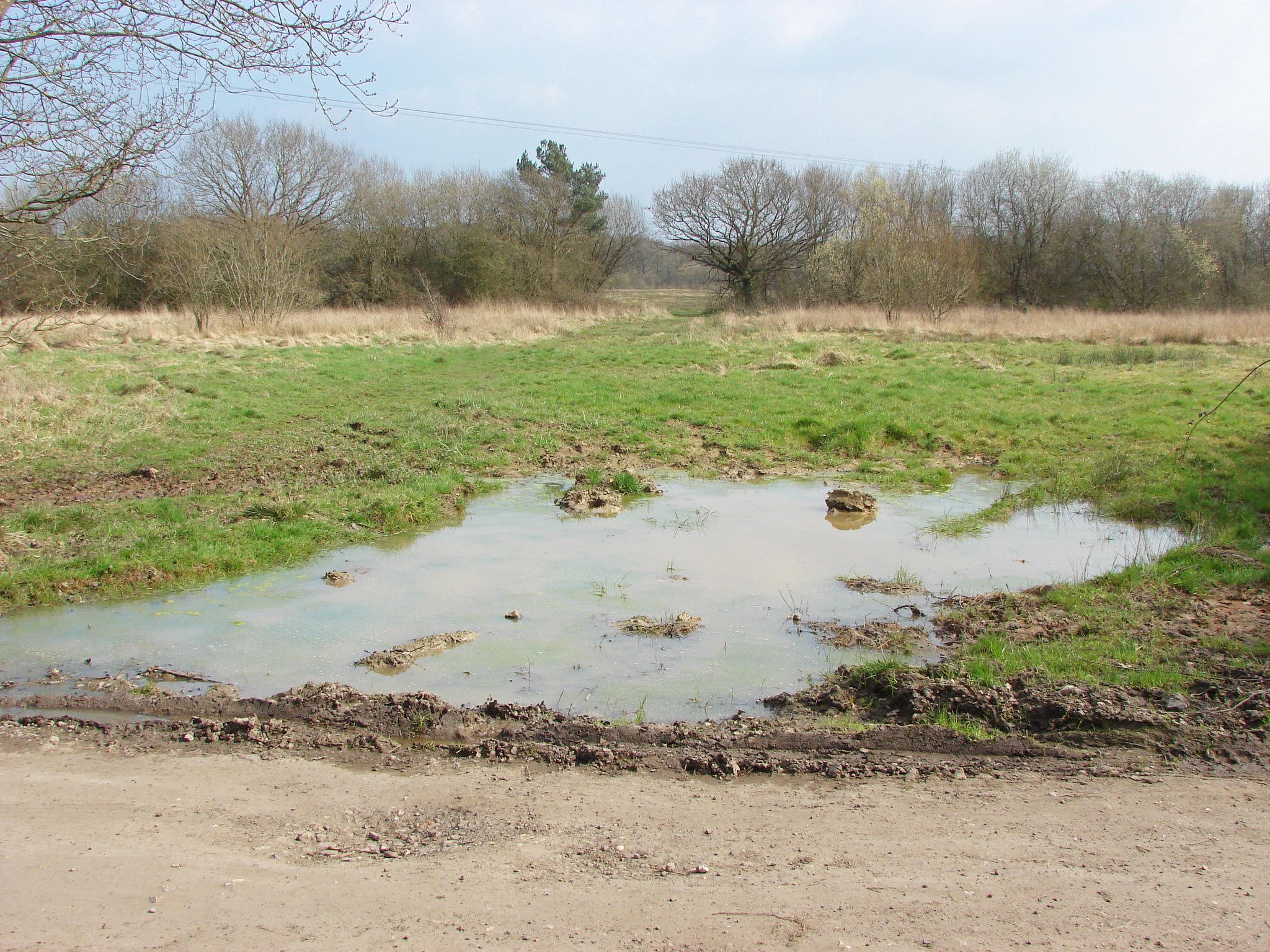
Mouillère.

Une mouillère (altération, d'après mouiller, de molière, « terrain marécageux », dérivé de l'ancien français mol (« mou »), précédé du suffixe -ière ; synonymes : molière, mouille) est une zone humide temporaire correspondant aux zones les plus humides des
champs labourés, souvent dans les régions de plaines ou de plateaux, en général très peu
profonde, et inondée plus ou moins longtemps en fonction des conditions météorologiques. En France, sa définition légale est une « zone de faible étendue affectée par un apport d'eau extérieur et de durée variable selon son origine ». Une mouillère est alimentée soit par une nappe phréatique, soit par la pluie et ne possède pas d'exutoire.

## Toponymie
Les lieu-dits appelés « mouillère » peuvent être la trace d'anciennes friches ou landes humides.

## Biodiversité

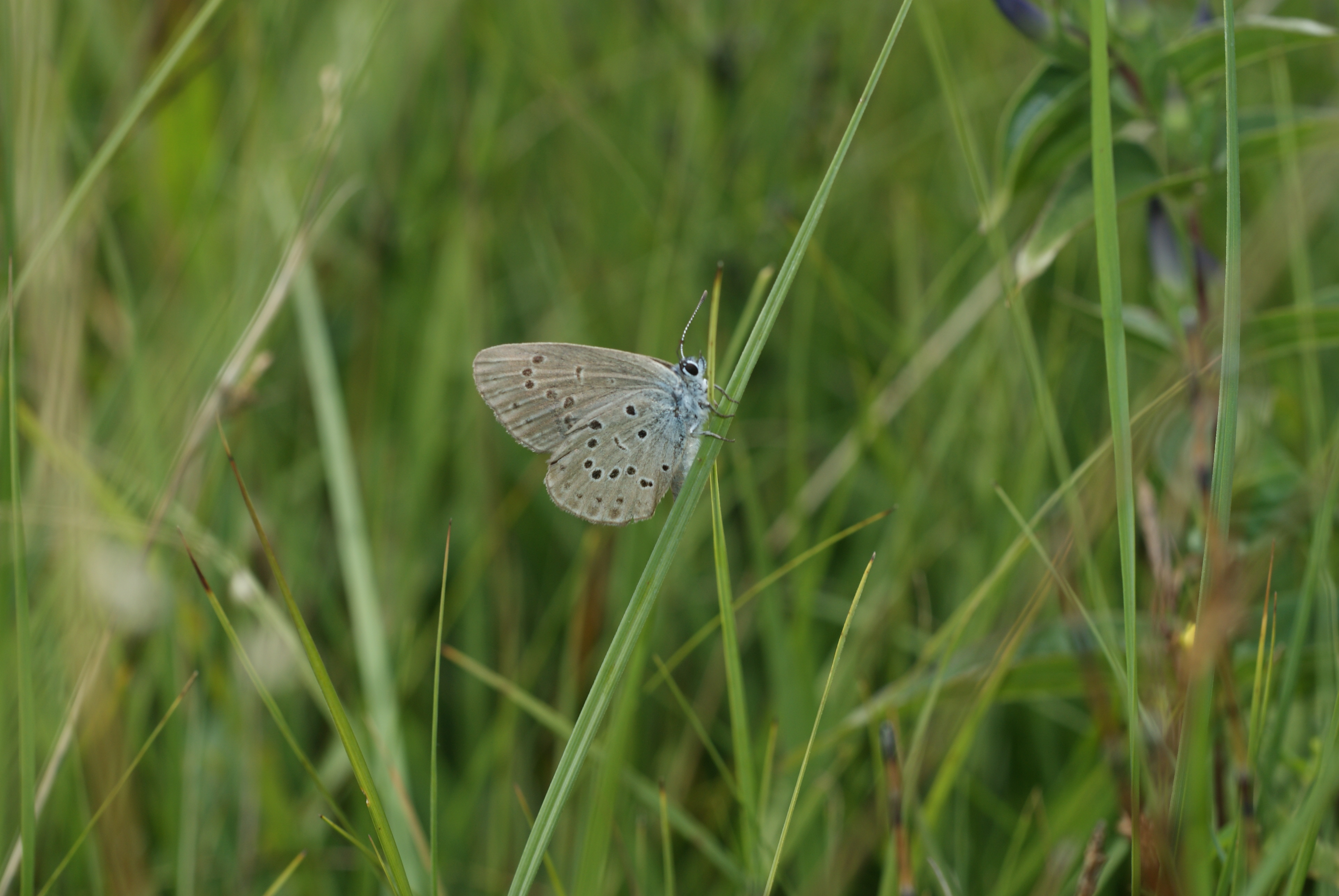
Azuré des mouillères (Maculinea alcon).

Les mouillères ont un intérêt floristique et faunistique. Elles sont un habitat principalement pour les plantes annuelles, notamment des espèces qui se raréfient, et les libellules, les amphibiens, certains oiseaux. Certaines espèces sont typiques, tel l'Azuré des mouillères (Maculinea alcon), un papillon des zones humides.

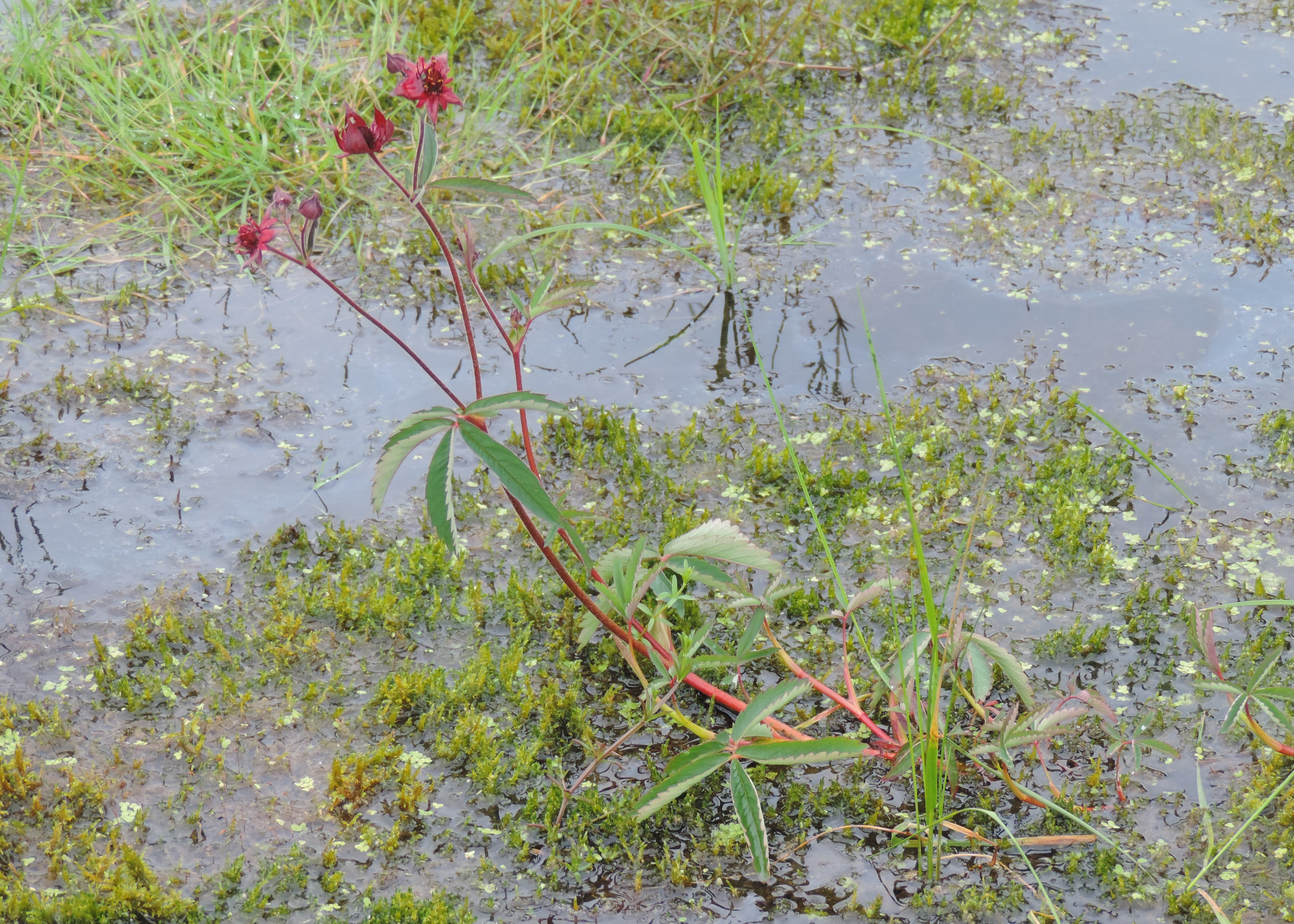
Potentille des marais (Comarum palustre).

Une seule mouillère peut regrouper une grande diversité d'habitats. En montagne, les mouillères peuvent constituer d'importantes réserves d'eau et certaines espèces y trouvent refuge. Par exemple, la seule station d'Andorre où la Potentille des marais (Comarum palustre) est recensée est une mouillère, également pour la Prêle des eaux (Equisetum fluviatile).

## Services écosystémiques
Outre la biodiversité qu'elles recèlent, les mouillères peuvent drainer les eaux de ruissellement ou d'émergence de nappe et éviter l'inondation d'un champ, offrir un lieu d'abreuvement pour la faune sauvage et présenter un intérêt cynégétique.

## Palynologie
Les anciennes mouillères, à l'instar des tourbières, peuvent être le lieu de dépôts de pollens fossilisés utilisés pour retracer l'histoire floristique d'un lieu.

## Gestion
Les mouillères peuvent être entretenues, voire créées artificiellement par l'homme, qui cherche alors à favoriser certaines espèces végétales pionnières, qu'elles ne soient pas en concurrence avec des espèces plus pérennes. Labourer le sol chaque année permet d'éviter l'évolution en une roselière puis en un boisement humide et donc de conserver la richesse végétale en plantes annuelles. La fertilisation et les phytosanitaires sont à éviter pour limiter les perturbations, ainsi que l'introduction d'espèces animales ou végétales, notamment envahissantes. Combler, drainer ou transformer en bassin de retenue une mouillère est dommageable pour sa biodiversité.